# Narcotica
Narcotica là một chi bướm đêm thuộc họ Noctuidae.